# Emmen (Overijssel)
Emmen is een buurtschap in de gemeente Dalfsen in de Nederlandse provincie Overijssel, niet te verwarren met de gelijknamige plaats in Drenthe.
Het is gelegen aan de N757 (Dalfsen - Wijthmen - Zwolle), ongeveer anderhalve kilometer voorbij de spoorwegovergang op de plek waar de weg van Hoonhorst uitkomt. In de nabijheid van de buurtschap ligt een klein bos met vijver.
In Emmen bevindt zich de A. Baron van Dedemschool, een christelijke basisschool voor daltononderwijs. De school bestaat al ruim 100 jaar en telt zo'n 50 - 60 leerlingen.
Hoofdplaats: Dalfsen      Dorpen: Ankum · Hoonhorst · Lemelerveld · Nieuwleusen · Oudleusen

Buurtschappen: Broekhuizen · Dalfserveld · Dalmsholte (deels) · De Marshoek · De Meele · Den Hulst · Emmen · Engeland · Gerner · Hessum · Holt · Lenthe · Mataram · Millingen · Ooster-Dalfsen · Oudleusenerveld · Rechteren · Rosengaarde · Ruitenveen · Slennebroek · Strenkhaar · Vennenberg · Welsum

Voormalige gemeenten: Nieuwleusen

Overijssel · Steden en dorpen in Overijssel      Nederland · Provincies · Gemeenten